# Сборная Эквадора по футболу (до 20 лет)
Сборная Эквадора по футболу до 20 лет представляет Эквадор на молодёжных соревнованиях по футболу. Максимальный возраст игроков в данной команде не должен превышать 20 лет.
Наивысшее достижение сборной Эквадора до 20 лет на молодёжных чемпионатах мира — выход в 1/16 финала в 2001 и 2011 годах.
В 2019 году сборная Эквадора до 20 лет выиграла молодёжный чемпионат Южной Америки.

## Текущий состав
Состав сборной на молодёжном чемпионате Южной Америки 2023.

### Эквадор
| №              | Имя                | Клуб                     | Дата рождения   | Возраст | Игр     | Голов   |
| Вратари        | Вратари            | Вратари                  | Вратари         | Вратари | Вратари | Вратари |
| -------------- | ------------------ | ------------------------ | --------------- | ------- | ------- | ------- |
|                | Итан Минда         | ЛДУ Кито                 | 4 июля 2004     | 18 лет  | —       | —       |
|                | Гилмар Напа        | Эмелек                   | 5 января 2003   | 20 лет  | —       | —       |
|                | Тони Хименес       | Гуаякиль Сити            | 10 октября 2003 | 19 лет  | —       | —       |
| Защитники      |                    |                          |                 |         |         |         |
|                | Давис Баутиста     | Аукас                    | 16 февраля 2005 | 17 лет  | —       | —       |
|                | Луис Кордова       | Депортиво Куэнка         | 17 января 2003  | 20 лет  | —       | —       |
|                | Гарис Мина         | Индепендьенте дель Валье | 20 августа 2003 | 19 лет  | —       | —       |
|                | Ельцин Эрике       | ЛДУ Кито                 | 27 марта 2003   | 19 лет  | —       | —       |
|                | Даниэль де ла Крус | ЛДУ Кито                 | 6 марта 2004    | 18 лет  | —       | —       |
|                | Орландо Эррера     | Индепендьенте дель Валье | 23 января 2003  | 19 лет  | —       | —       |
|                | Байрон Карабали    | Аукас                    | 22 апреля 2003  | 19 лет  | —       | —       |
| Полузащитники  |                    |                          |                 |         |         |         |
|                | Денил Кастильо     | ЛДУ Кито                 | 24 марта 2004   | 18 лет  | —       | —       |
|                | Патрик Меркадо     | Индепендьенте дель Валье | 31 июля 2003    | 19 лет  | —       | —       |
|                | Патриксон Дельгадо | Йонг Аякс                | 17 октября 2003 | 19 лет  | —       | —       |
|                | Хуан Санчес        | Спортинг Кристал         | 7 февраля 2003  | 19 лет  | —       | —       |
|                | Оскар Самбрано     | ЛДУ Кито                 | 20 апреля 2004  | 18 лет  | —       | —       |
|                | Себастьян Гонсалес | ЛДУ Кито                 | 6 июня 2003     | 19 лет  | —       | —       |
|                | Эмерсон Пата       | Индепендьенте дель Валье | 11 июля 2004    | 18 лет  | —       | —       |
|                | Алан Минда         | Индепендьенте дель Валье | 14 мая 2003     | 19 лет  | —       | —       |
|                | Яимар Медина       | Индепендьенте дель Валье | 5 ноября 2004   | 18 лет  | —       | —       |
| Нападающие     |                    |                          |                 |         |         |         |
|                | Джастин Куэро      | Индепендьенте дель Валье | 18 марта 2004   | 18 лет  | —       | —       |
|                | Хосе Клингер       | Индепендьенте дель Валье | 10 марта 2005   | 17 лет  | —       | —       |
|                | Оскар Соса         | ЛДУ Кито                 | 1 мая 2003      | 19 лет  | —       | —       |
|                | Кристофер Самбрано | Аукас                    | 5 июля 2004     | 18 лет  | —       | —       |
| Главный тренер |                    |                          |                 |         |         |         |
| Флаг Эквадора  | Джимми Бран        | Джимми Бран              | 15 июля 1979    | 43 года |         |         |